# Jeroen Boere
Jeroen Willem Boere (* 18. November 1967 in Arnhem; † 16. August 2007 in Marbella) war ein niederländischer Fußballspieler.

## Karriere
Boere begann seine Karriere 1985 beim Erstligisten Excelsior Rotterdam. Am Ende der Eredivisie 1986/87 stieg der Verein in die zweite Liga ab. 1987 wechselte er zum Zweitligisten BV De Graafschap. In der Saison 1987/88 schoss er 19 Tore und wurde Dritter in der Torschützenliste. 1988 wechselte er zum Erstligisten VVV-Venlo. 1989 wurde er an De Graafschap ausgeliehen und 1990 an Roda JC Kerkrade. 1991 wechselte er zum Zweitligisten Go Ahead Eagles Deventer. 1993 wechselte er nach England. Hier unterschrieb er einen Vertrag beim Erstligisten West Ham United. 1994 wurde er an dem Zweitligisten FC Portsmouth und West Bromwich Albion ausgeliehen. Danach spielte er bei Crystal Palace und Southend United. 1998 wechselte er zum japanischen Zweitligisten Ōmiya Ardija. 1999 beendete er seine Karriere als Fußballspieler.